# Peter Spahn (Politiker)

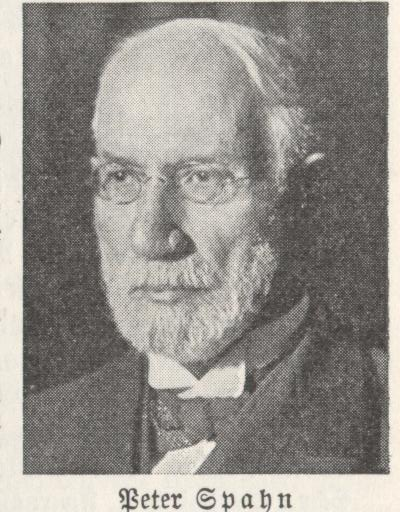
Peter Spahn

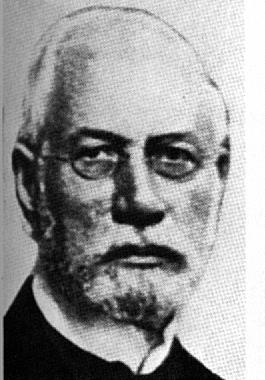
Peter Spahn

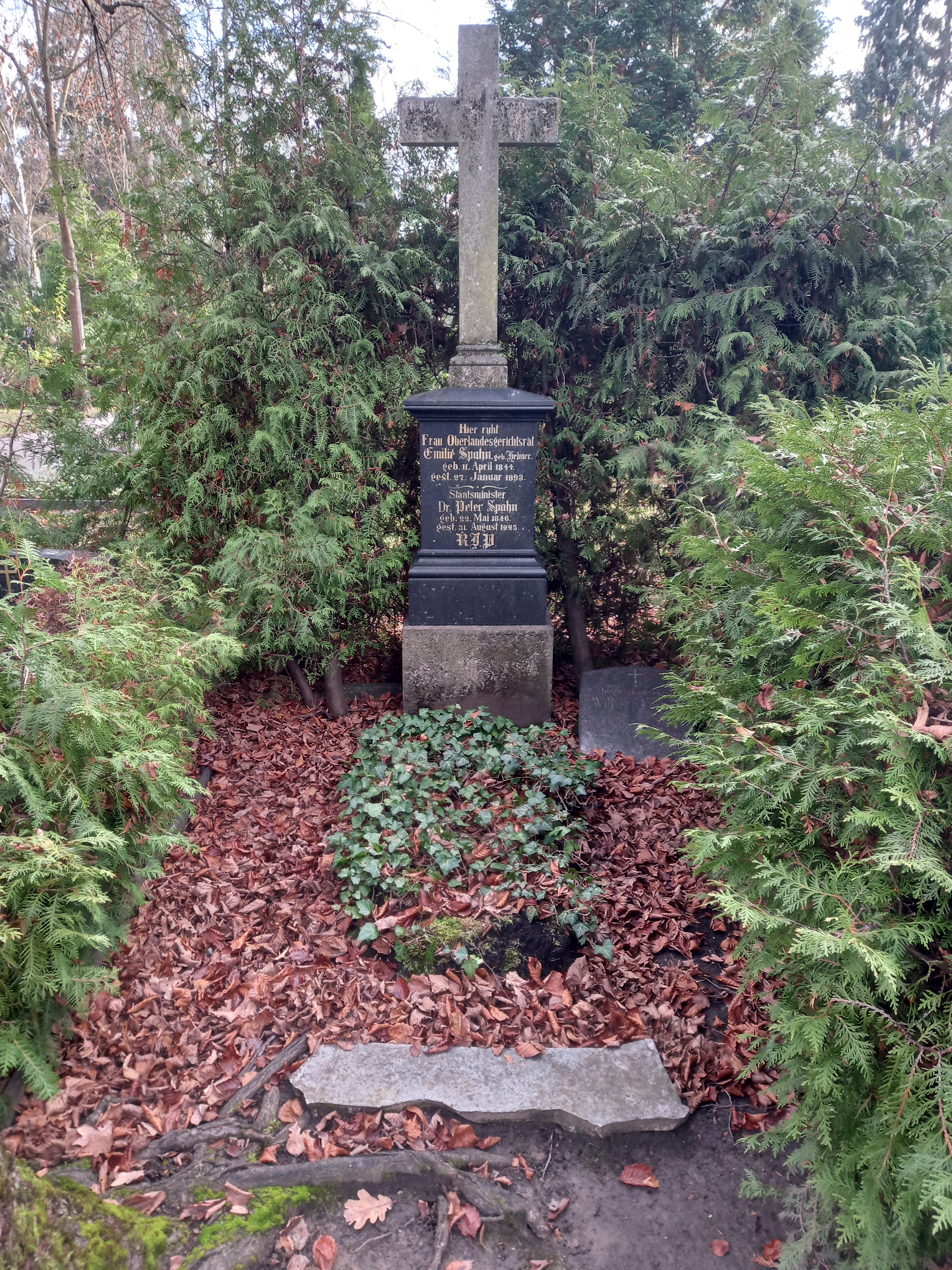
Das Grab von Peter Spahn und seiner Ehefrau Emilie geborene Heimer auf dem Friedhof der St.-Matthias-Gemeinde (Berlin-Tempelhof)

Peter Joseph Spahn (* 22. Mai 1846 in Winkel, Rheingau; † 31. August 1925 in Bad Wildungen) war ein deutscher Jurist und Politiker des Zentrums.

## Leben und Beruf
Peter Spahn war der Sohn eines Wagners. Nach dem Abitur 1866 in Hadamar studierte Spahn in Würzburg, Tübingen, Berlin und Marburg Rechtswissenschaften. 1874 wurde er Amtsrichter in Marienburg in der Provinz Westpreußen. 1887 wurde er Richter am Landgericht Bonn, 1892 Richter am Oberlandesgericht Posen und ab 1896 am Kammergericht Berlin. 1898 wurde er Reichsgerichtsrat in Leipzig, 1905 Präsident des Oberlandesgerichtes Kiel, 1910 wechselte er bis 1917 in gleicher Funktion nach Frankfurt am Main. 1899 war er Präsident des Katholikentages in Neisse.

## Partei
Spahn war Mitglied des Zentrums. Bereits während des Ersten Weltkriegs kritisierte Spahn ebenso wie sein Sohn Martin Spahn die angebliche „Linksorientierung“ des Zentrums, weil es zu stark unter dem Einfluss von Matthias Erzberger stand.

## Abgeordneter
Spahn gehörte von 1882 bis 1888, 1891 bis 1898 und 1904 bis 1907 dem preußischen Abgeordnetenhaus an. 1918 war er Mitglied des Preußischen Herrenhauses. Von 1884 bis 1917 war er Reichstagsabgeordneter. Er vertrat zunächst den Reichstagswahlkreis Regierungsbezirk Königsberg 6 (Braunsberg-Heilsberg) und ab 1890 den Wahlkreis Regierungsbezirk Köln 4 (Bonn-Rheinbach) im Parlament. Von 1895 bis 1898 und von 1909 bis 1911 war er Vizepräsident des Reichstages. Am 9. Februar 1912 gewann er die Stichwahl gegen August Bebel zum Präsidenten des Reichstags, gab aber bereits am 10. Februar 1912 den Rücktritt vom Amt bekannt. Die Zentrumspartei erklärte, keiner ihrer Abgeordneten solle neben einem Sozialdemokraten im Präsidium sitzen. In der liberalen Presse wurde vermutet, dieser Grund für den Rücktritt sei nur vorgeschoben. Tatsächlich wolle das Zentrum sein Verhältnis zu den Konservativen nicht belasten: „Das Verhältnis zwischen dem Zentrum und den Konservativen hätte einen sehr bösen Stoß erhalten, wenn das Zentrum auf dem errungenen Platz sitzen geblieben wäre [...] Das Zentrum hält die konservative Freundschaft doch zu hoch, als dass es sie um eines Sitzes willen, auf dem es sich doch nicht recht wohl fühlen konnte, verscherzen wollte.“ 1912 wurde Spahn Fraktionschef des Zentrums im Reichstag. Im Reichstag war er als Vorsitzender der Beratungskommission maßgeblich an der Ausarbeitung des BGB beteiligt. Maßgeblichen Einfluss hatte er auch bei der Abfassung des neuen HGB und der Verfassung von Elsaß-Lothringen.
1919/20 war Spahn Mitglied der Weimarer Nationalversammlung, wo er stellvertretender Vorsitzender des „Ausschusses zur Vorberatung des Entwurfs einer Verfassung des Deutschen Reiches“ war. Obwohl er von seinen Überzeugungen her ein konservativer Monarchist war, setzte er sich für die Zusammenarbeit mit der SPD und für die Annahme des Versailler Vertrages ein. Anschließend gehörte er bis zu seinem Tode dem Reichstag der Weimarer Republik an.
Sein Sohn Martin war ab 1924 Reichstagsabgeordneter für die Deutschnationale Volkspartei.

## Öffentliche Ämter
Vom 8. August 1917 bis zum 28. November 1918 war Spahn Justizminister von Preußen. Er war der erste preußische Minister, der der Zentrumspartei angehörte.

## Ehrungen
1898 wurde er von der Universität Tübingen wegen seiner Verdienste um das neue bürgerliche Recht und 1909 durch die Universität Löwen zum Ehrendoktor promoviert.
Er war Ehrenmitglied der katholischen Studentenverbindungen KStV Arminia Bonn, KStV Askania Berlin und KStV Teutonia Leipzig im KV.

## Veröffentlichungen
- Verwandtschaft und Vormundschaft nach dem Bürgerlichen Gesetzbuch für das Deutsche Reich. 1901.